# Xunqueira de Espadanedo

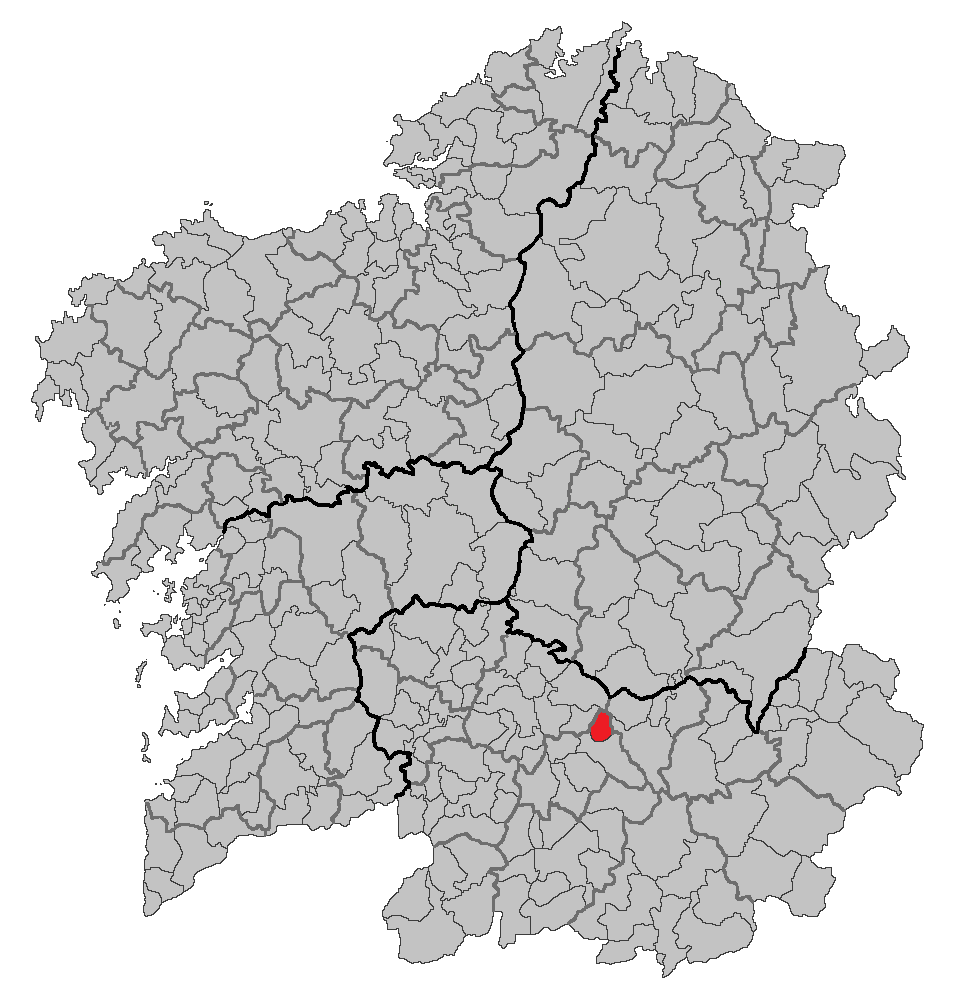
Localisation de Xunqueira de Espadanedo en Galice

Xunqueira de Espadanedo  est une commune de la province d'Orense en Galice (Espagne). La population recensée en 2004 était de 1 033 habitants.

## Patrimoine artistique et culturel

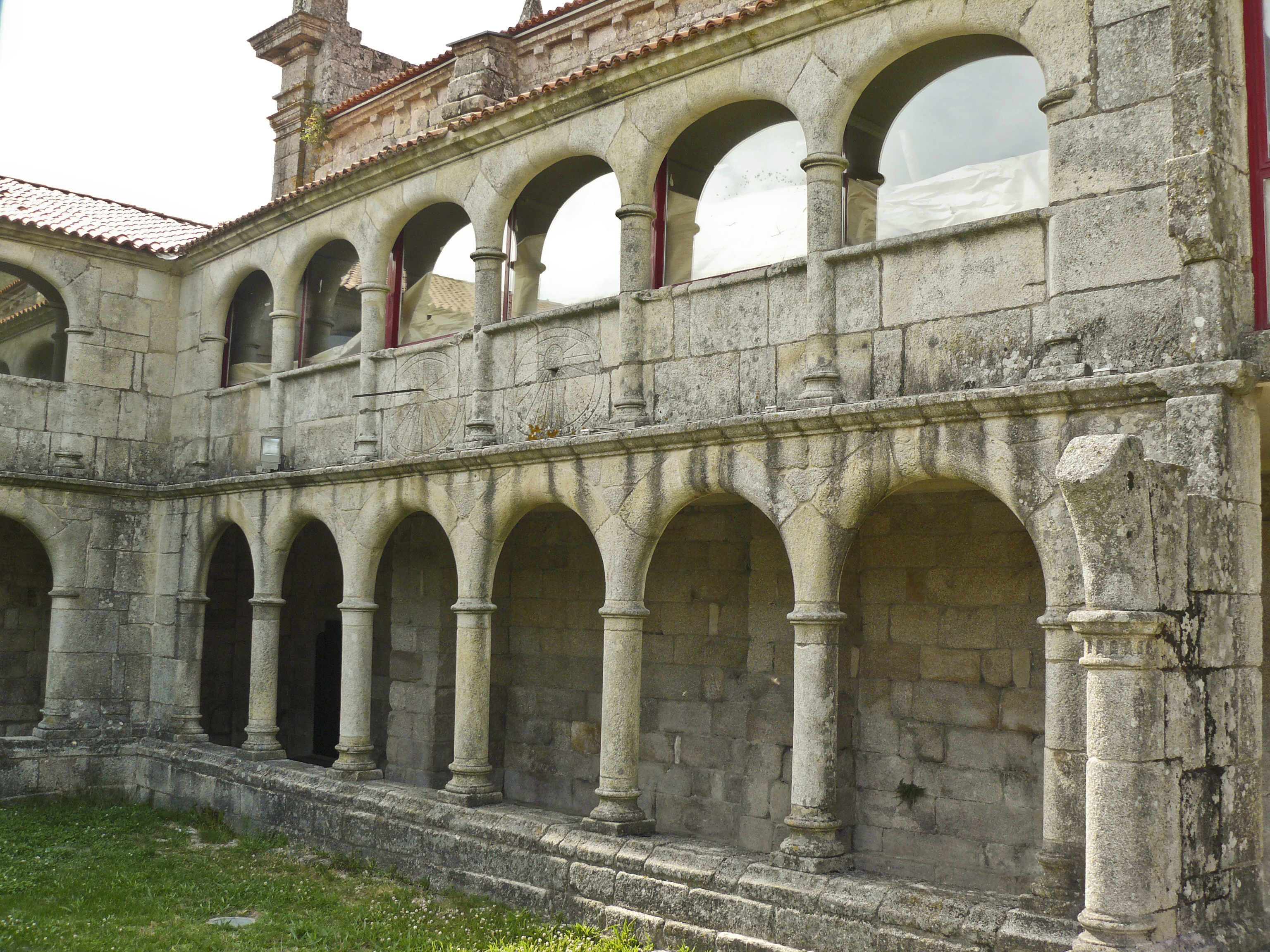
Cloitre du monastère

- Le monastère.